# Telfairia occidentalis
Telfairia occidentalis är en gurkväxtart som beskrevs av Joseph Dalton Hooker. Telfairia occidentalis ingår i släktet Telfairia och familjen gurkväxter. Inga underarter finns listade i Catalogue of Life.

## Bildgalleri

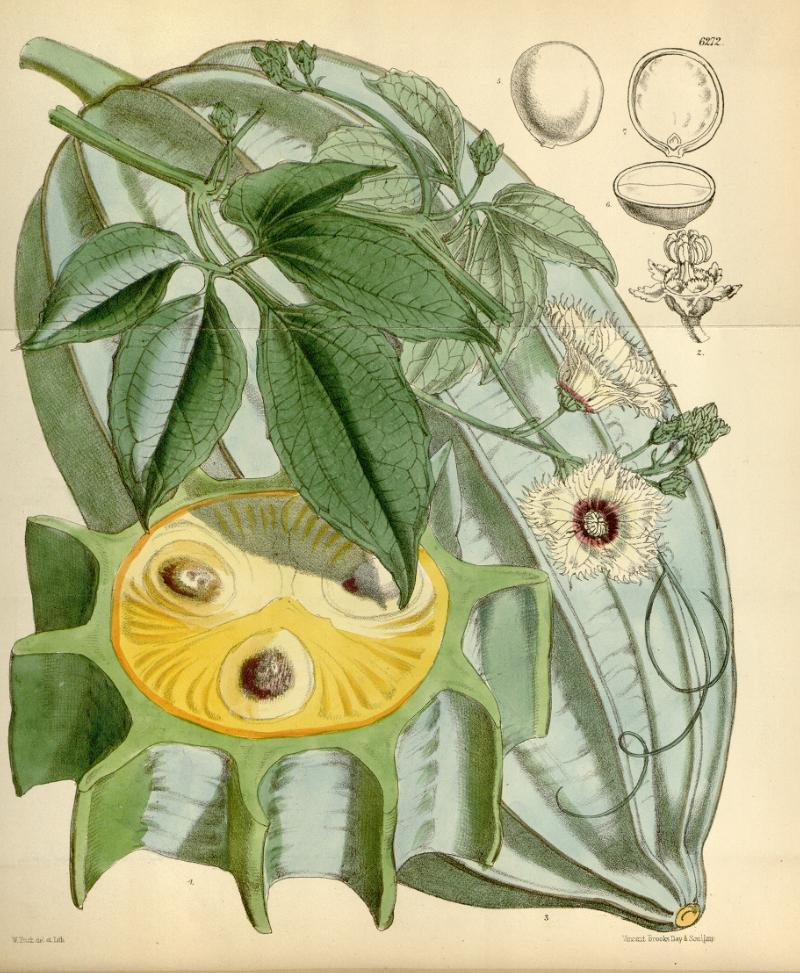